# Reapers (singolo)
Reapers è un singolo del gruppo musicale britannico Muse, pubblicato il 16 aprile 2016 come quinto estratto dal settimo album in studio Drones.

## Descrizione
Quinta traccia dell'album, Reapers narra la fase in cui il protagonista dell'album risulta sopraffatto dalle forze oppressive descritte nell'album e non prova alcuna empatia.
Musicalmente, si tratta di un brano rock progressivo caratterizzato anche da un assolo in tapping.

## Pubblicazione
Già eseguita dal vivo dal gruppo durante lo Psycho UK Tour di marzo 2015, il brano è stato reso disponibile per l'ascolto il 29 maggio dello stesso parallelamente alla pubblicazione del relativo lyric video, quest'ultimo diretto da Tom Kirk e che alterna scene del gruppo intento a eseguire il brano con altre nelle quali un uomo viene inseguito da un drone comandato da una donna.
Il 16 aprile 2016 il gruppo ha pubblicato il brano come singolo in 7" in occasione dell'anuale Record Store Day.

## Tracce
Lato A
1. Reapers (Album Version) – 5:59

Lato B
1. Reapers (Live in Koln) – 5:59

## Formazione
Gruppo
- Matthew Bellamy – voce, chitarra, sintetizzatore modulare
- Chris Wolstenholme – basso, cori
- Dominic Howard – batteria

Altri musicisti
- Olle "Sven" Romo – programmazione aggiuntiva

Produzione
- Robert John "Mutt" Lange – produzione
- Muse – produzione
- Tommaso Colliva – produzione aggiuntiva, ingegneria del suono, ingegneria sintetizzatori modulari
- Rich Costey – produzione aggiuntiva, missaggio
- Adam Greenholtz – ingegneria del suono aggiuntiva
- Eric Moshes – assistenza ingegneria del suono
- Tom Baley – assistenza ingegneria del suono
- John Prestage – assistenza ingegneria del suono
- Giuseppe Salvagoni – assistenza ingegneria del suono
- Jacopo Dorigi – assistenza ingegneria del suono
- Martin Cooke – assistenza tecnica
- Nick Fourier – assistenza tecnica
- Mario Borgatta – assistenza missaggio
- Giovanni Versari – mastering
- Matt Mahurin – direzione artistica

## Classifiche
| Classifica (2015)                | Posizione massima |
| -------------------------------- | ----------------- |
| Francia                          | 75                |
| Regno Unito                      | 127               |
| Stati Uniti (rock & alternative) | 37                |
| Svizzera                         | 71                |
| Classifica (2016)                | Posizione massima |
| Belgio (Fiandre)                 | 93                |
| Canada (rock)                    | 39                |
| Stati Uniti (mainstream rock)    | 2                 |